# Radonice nad Ohří (výhybna)
Radonice nad Ohří  (nebo též Výh Radonice nad Ohří) je výhybna (někdejší zastávka), která se nachází mezi vesnicí Radonice nad Ohří a městysem Slavětín. Nachází se v km 7,351 trati Lovosice–Postoloprty mezi zastávkami Slavětín nad Ohří a Pátek.

## Historie
Do roku 2018 se jednalo o zastávku, která byla vybavena sypaným nástupištěm o délce 40 metrů s pevnou hranou. V rámci modernizace trati byla zastávka přestavěna na výhybnu bez nástupišť.  Nově zřízená výhybna nahradila dopravnu D3 (od 90. let 20. století až do modernizace v roce 2018 se jednalo o trať se zjednodušeným řízením dopravy dle předpisu D3) Koštice nad Ohří, která byla přestavěna na zastávku. Výhybna byla aktivována v roce 2019.

## Popis výhybny
Ve výhybně jsou dvě dopravní koleje (č. 1 a 3), obě o užitečné délce 116 m. Výhybna je vybavena elektronické stavědlem ESA 11. Výhybna je trvale neobsazena výpravčím a je dálkově ovládána z Lovosic. Přilehlé traťové úseky do Loun a Libochovic jsou vybaveny automatickým hradlem AH-ESA-07 s počítači náprav.